# Graphis centrifuga
Graphis centrifuga är en lavart som beskrevs av Räsänen. Graphis centrifuga ingår i släktet Graphis och familjen Graphidaceae.   Inga underarter finns listade i Catalogue of Life.